# Дар от любовта
Дар от любовта (на испански: Regalo de amor) е мексиканска теленовела, режисирана от Силвия Торт и Родриго Качеро и продуцирана от Силвия Кано за ТелевисаУнивисион през 2025 г. Версията, разработена от Росана Куриел Дефосе и Сесилия Пинейро, е базирана на турския сериал Малък лъч светлина, създаден от Емре Кабакушак.
В главните роли са Алехандра Роблес Хил и Крис Паскал.

## Сюжет
Исабела е мила жена, интелигентна и перфекционистка, чиято най-голяма мечта е да стане майка. След внезапната смърт на съпруга си тя среща Еухенио, щедър и лоялен мъж, който след развода си не проявява интерес към любовта, докато не среща Исабела. Животът им се обръща, когато се появява ангелско същество, което им дава възможността да станат родители.

## Актьори
- Алехандра Роблес Хил – Исабела
- Крис Паскал – Еухенио
- Клаудия Рамирес – Фауста
- Диана Брачо – Каталина
- Франсиско Писаня – Пабло
- Хуан Мартин Хауреги – Маурисио
- Наталия Мадера – Миранда
- Маурисио Абуларач – Лауро
- Валентина Басуро – Федра
- Мария Пенея – Томаса
- Дейкарди Диас – Самуел
- Арселия Рамирес – Ема
- Барбара Ислас – Урсула
- Алмудена Лопес – Валентина
- Пилар Мата – Сабина
- Миранда Касадо – Таня
- Едса Рамирес – Сандра
- Алберто Естрея – Гаспар
- Кармен Ауб – Барбара
- Телма Мадригал – Ивана

## Премиера
Премиерата на Дар от любовта е на 23 юни 2025 г. по Las Estrellas.
| Година | Излъчване        | Брой епизоди | Премиера    | Премиера            | Финал | Финал               |
| Година | Излъчване        | Брой епизоди | Дата        | Рейтинг (в милиони) | Дата  | Рейтинг (в милиони) |
| ------ | ---------------- | ------------ | ----------- | ------------------- | ----- | ------------------- |
| 2025   | понеделник-петък |              | 23 юни 2025 |                     |       |                     |

## Продукция
На 12 септември 2024 г. Силвия Кано обявява, че Дар от любовта е следващата ѝ продукция. На 3 октомври 2024 г. Алехандра Роблес Хил и Крис Паскал са обявени за главните роли. През останалата част от месеца Кано разкрива актьорския състав и героите чрез профилите си в социалните медии. Записите на теленовелата започват на 5 ноември 2024 г. През декември 2024 г. Алберто Естрея се присъединява към актьорския състав. През февруари 2025 г. Кармен Ауб се присъединява към актьорския състав. През март 2025 г. Телма Мадригал се присъединява към актьорския състав, завръщайки се към теленовелите след почти 10-годишно отсъствие. Записите на теленовелата приключват в началото на април 2025 г.